# 高射砲第134連隊
高射砲第134連隊（こうしゃほうだい134れんたい、高射砲第134聯隊）は、大日本帝国陸軍の連隊の一つ。防空第24連隊を改編して創設された。

## 沿革
元々、長崎要塞防空隊として存在した長崎地区の高射砲部隊を防空第21大隊、防空第24連隊と改編または改称を重ねた後、昭和19年6月に創設された高射砲連隊。
編成上は高射第4師団の隷下の部隊であるが、作戦指揮上は独立混成第122旅団の直轄部隊であった。
連隊の主たる任務は、川南造船所（川南工業）、三菱長崎造船所（現・三菱重工長崎造船所）、三菱兵器製作所、三菱製鋼所などの工場群と長崎港、市街地を空襲から守ることであり、創設以来奮戦し昭和19年6月16日から終戦までに敵機26機の撃墜を報告している。また、米軍が長崎市周辺へ上陸した場合には、対上陸用舟艇及び対艦戦闘、対戦車戦闘も想定していた。
しかし、昭和20年8月9日の長崎市への原子爆弾投下により甚大な被害を被り、負傷者の救護等に従事中に終戦を迎える。

## 部隊の変遷
- 昭和16年11月：長崎要塞防空隊を編成。稲佐山と星取山に計6門の高射砲を配備し、高射砲陣地を構築した。
- 昭和17年10月：独立防空第21大隊と改称。高射砲隊は、稲佐山と金比羅山に八八式七糎野戦高射砲を各4門配備し、星取山と神ノ島に十四年式十糎高射砲を各4門配備した。照空隊は長崎市各地に照空陣地を構築した。
- 昭和18年8月 ：稲佐山、金比羅山、星取山、小榊、香焼島に八八式七糎野戦高射砲を各6門配備し、中ノ島（長崎駅）に十四年式十糎高射砲を2門、神ノ島に十四年式十糎高射砲を6門配備した。
- 昭和19年1月 ：防空第24連隊と改称。高射砲4個中隊、照空2個中隊で編成される。
- 昭和19年6月1日 ：高射砲第134連隊と改称[4]。連隊本部は長崎市南山手14番地（現・グラバー園付近）に、戦闘指揮所は鍋冠山に位置していた。
- 昭和19年6月 ：立神及び蔭ノ尾に九八式二十粍高射機関砲を9門ないし6門配備した。
- 昭和20年4月 ：香焼島安保に九九式八糎高射砲を6門配備。立神及び蔭ノ尾の高射機関砲隊は海軍佐世保警備隊（九六式二十五粍三連装機銃を各陣地に2基ずつ）と交代。また、三菱兵器製作所大橋工場に配備されていた詳細不明の陸軍機関銃隊が、海軍佐世保警備隊第26分隊樋口隊（九六式二十五粍連装機銃を家野町、山里町、西町の各陣地に2基ずつ）と交代している。
- 昭和20年5月以降：稲佐山、香焼島、星取山に配備の八八式七糎野戦高射砲3個中隊を伊万里、大刀洗、宮崎へ転用したため、戦力が低下する。

3個中隊転出後の戦力は、以下の通り。
金比羅山：八八式七糎野戦高射砲6門
中ノ島：八八式七糎野戦高射砲2門
小榊：八八式七糎野戦高射砲4門
星取山：十四年式十糎高射砲2門
神ノ島：十四年式十糎高射砲5門
香焼島安保：九九式八糎高射砲6門
- 昭和20年8月9日：B-29ボックスカーによる長崎市への原子爆弾投下により、爆心地から3km以内に位置する金比羅山高射砲陣地・照空陣地、中ノ島高射砲陣地・照空陣地、稲佐山高射砲陣地・照空陣地、油木照空陣地は甚大な被害を被り、連隊全体では戦死5名、重症102名（後日死亡30名）[5]、建物全壊6棟、半壊6棟などの損害を受ける。
- 昭和20年9月21日：復員

## 歴代連隊長
| 代 | 氏名     | 在任期間      | 陸士 | 備考     |
| -- | -------- | ------------- | ---- | -------- |
| 1  | 岡村高政 | 1944.6.1 - ?  | 32期 | 陸軍中佐 |
| ?  | 力石靜夫 | ? - 1945.9.21 | 38期 | 陸軍中佐 |

## 終戦時の所属部隊
高射砲隊
- 第1中隊　稲佐山　　         約200名（昭和20年5月以降転出、跡地には木製の偽砲を設置）
- 第2中隊　星取山　　             約200名（昭和20年5月以降転出）
- 第3中隊　香焼島　　　　         約200名（昭和20年5月以降転出）
- 第4中隊　金比羅山　             約300名[6]
  - 中隊本部
  - 砲班
    - 第1分隊　八八式七糎野戦高射砲1門　　15～16名（分隊長、方向手：1～3番砲手、高度手：4～6番砲手、航路角手：7番砲手、弾込め：8番砲手、りゅう条：9番砲手、信管切り：10番砲手、弾運び：11～12番砲手、弾薬庫弾薬運搬手：2～3名）
    - 第2分隊～第6分隊　第1分隊と同じ構成

  - 観測班　　15名
  - 通信班　　15名
  - 電波探知機班　　9名
  - 炊事班　　15名
  - 教育隊　　50名以上
  - その他　　糧秣班など
- 第5中隊　小榊　　　             約200名
- 第6中隊　神ノ島　　             約200名
- 独立小隊　中ノ島　　              約70名

※「高射砲第134連隊戦闘指導計画の概要」では、星取山を独立小隊としている
照空隊
- 第7中隊
  - 中隊本部　　香焼島
  - 第1小隊　　
    - 第1分隊　　伊王島　　            16名
    - 第2分隊　　香焼島粟之浦　　       16名
    - 第3分隊　　深堀　　            　16名
    - 第4分隊　　神ノ島　　            16名

  - 第2小隊
    - 第5分隊　　香焼島　 　　　　　　　100名（中隊本部と合わせて）
    - 第6分隊　　土井首　　　　　　　　　16名
    - 第7分隊　　三菱造船所上　　　　　　16名

  - 電波探知第1小隊　　伊王島　　　 　　10名
  - 電波探知第2小隊　　土井首　　　 　　10名

※「高射砲第134連隊戦闘指導計画の概要」では、伊王島、神ノ島、星取山に電測小隊3個小隊があることになっている。
- 第8中隊
  - 中隊本部　　唐八景
    - 第1分隊　　蓑尾　　　　　　　　　　 16名
    - 第2分隊　　唐八景　   　   　　　　84名（中隊本部と合わせて）
    - 第3分隊　　風頭山　　            16名
    - 第4分隊　　金比羅山　            21名
    - 第5分隊　　油木町（札の辻）　     21名
    - 第6分隊　　稲佐山　　            21名
    - 第7分隊　　中ノ島　　            21名
    - 第8分隊　　土井首　　             21名

- 第9中隊（詳細不明なものの、昭和20年4月に香焼島安保に配備された九九式八糎高射砲を6門持つ高射砲中隊と思われる）